# Puente de Cantarranas (Córdoba)
El puente de Cantarranas es uno de los puentes de origen califal que se construyeron para facilitar el acceso a Medina Azahara, desde la ciudad de Córdoba. 
Originalmente, la calzada que unía la capital califal con Medina Azahara, con una anchura de entre 4,50 y 6,90 m, atravesaba sobre tres puentes: El del arroyo de Cantarranas, el de los Nogales y el del arroyo Vallehermoso, este último hoy desaparecido.

## Descripción
El puente sobre el arroyo de Cantarranas, situado sobre el camino viejo de Tras-Sierra, unos 3 kilómetros al oeste de Córdoba, tiene una única bóveda de cañón, de sillería, con 4,7 m de luz. La fábrica de los estribos, está colocada a soga y tizón. La rasante es prácticamente horizontal, y los arranques de la bóveda se apoyan sobre jambas retranqueadas. Ello es típico de otros muchos puentes de época árabe.
Debido a su estado ruinoso, carece de uso alguno.